# Zoe Graham
Zoe Irene Graham (* 27. Oktober 1994 in Austin, Texas) ist eine US-amerikanische Schauspielerin.

## Leben und Karriere
Ihre erste Rolle spielte Graham in Spike Jonzes Kurzfilm Scenes from the Suburbs (2011). Ihre bislang größte Rolle hatte sie in Richard Linklaters mehrfach preisgekröntem Film Boyhood (2014) an der Seite von Ellar Coltrane, Patricia Arquette, Ethan Hawke und Lorelei Linklater.
Graham ist außerdem Gitarristin der Austiner Band Schmillion.

## Filmografie (Auswahl)
- 2011: Scenes from the Suburbs (Kurzfilm)
- 2011: Slacker 2011
- 2013: Sa.TX
- 2014: Boyhood
- 2014: Rudderless
- 2015: Results
- 2015: Vor ihren Augen (Secret in Their Eyes)
- 2017: Infinity Baby
- 2018: Support the Girls